# Neoplan Euroliner
Neoplan Euroliner - rodzina autobuów międzymiastowych, kombi i turystycznych produkowana przez Gottlob Auwärter GmbH & Co. KG (później Neoplan Bus GmbH) pod marką Neoplan w latach 1998 - 2006 r, oraz Neoplan Polska w latach 1999 - 2001 r

## Historia

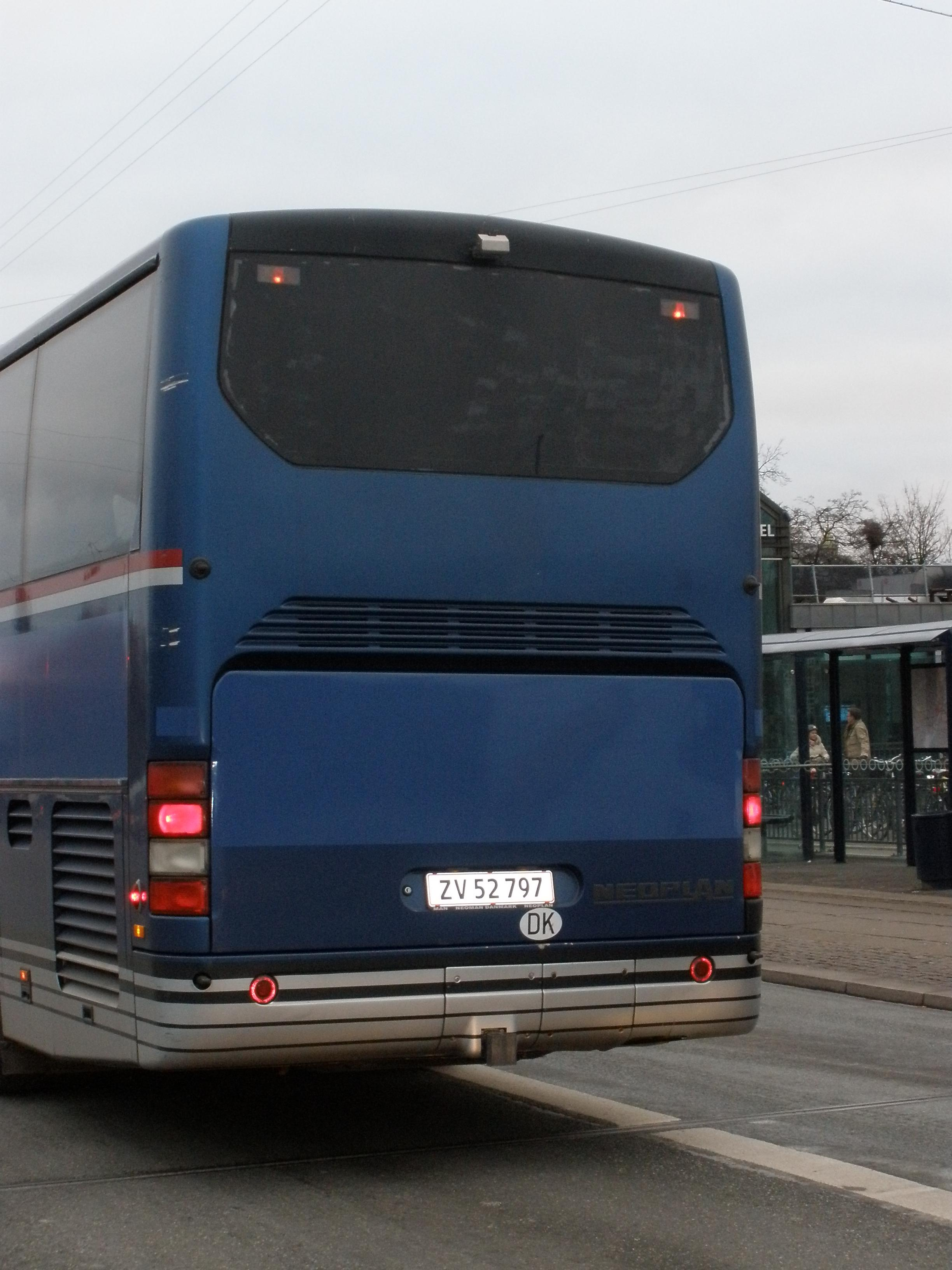
Tył pojazdu

Zaprezentowany w 1998 r Euroliner stanowił kontynuację filozofii zapoczątkowanej przez poprzednika, tj. model Transliner - utrzymanie wysokiego poziomu wykończenia w połączeniu z najlepszym stosunkiem ceny do wartości. Stylistyka nawiązująca do modeli Centroliner i Starliner charakteryzowałą się umieszczeniem 3 par okrągłych reflektorów (kolejno mijania, drogowe i przeciwmgielne), ugładzoną stylistyką bez krawędzi i narożników. Motywem przewodnim towarzyszącym premierze było "Przeznaczenie przyszłości", cechującej się zastosowaniem modułu CAN, podłogi z użyciem stali nierdzewnej i zintegrowanego przodu, tyłu i dachu. Ustandaryzowanie platformy umożliwiło zaoferowanie autobusu w pięciu wariantach długości, dwóch wysokości i trzech wysokości podłogi, z zachowaniem jednej znormalizowanej szyby przedniej i ujednoliconymi elementami wnętrza. Warianty turystyczne SHD posiaday zintegrowane elementy tyłu.  W poszerzonym o 5 cm przedziale pasażerskim zastosowano elektronicznie sterowany system wentylacji i wysokowydajne konwektory grzewcze. W przednim przedziale pasażerskim turystycznych odmian SHD ekran telewizora został zintegrowany ze znormalizowaną częścią sufitową lub w wersji międzymiastowej, za nią, niewidoczny od wewnątrz, znajdowała się tablica informacyjna. Zgodnie z mottem „tyle informacji, ile potrzeba, jak najmniej rozpraszania” kokpit został zaprojektowany z uwzględnieniem aspektów ergonomicznych i ekonomicznych. Wszystkie warianty Eurolinera w standardzie wyposażano w system informacji kierowcy, który dostarczał kierowcy informacje o pojeździe za pośrednictwem centralnego wyświetlacza umieszczonego pośrodku deski rozdzielczej. Magistrala zastępowała konwencjonalną elektronikę, czym przejawiało się zagospodarowaniem wolnej przestrzeni i ułatwieniem diagnostyki i naprawy. Kopia zapasowa w razie awarii jest zachowana. System elektroniki pokładowej NeoCAN stanowił standardowe wyposażenie i miał za cel ułatwić diagnostykę pojazdu. . Nowością w gamie Euroliner stał się 10,6 m wariant SHD - N 313 SHD. Modele Ü posiadały poręcze dla pasażerów. Kierowca posiadał duży schowek za siedzeniem współkierowcy. Zewnętrzne różnice między modelami sprowadzały się do jedno- (K) lub dwuskrzydłowych (Ü) drzwi środkowych. Modele K posiadały dodatkowy stopień i fotele były wyżej umiejscowione wzorem wariantu turystycznego - opcjonalnie można zainstalować WC i kuchenkę; wersje międzymiastowe charakteryzowały się wyższą przestrzenią dla pasażerów stojących, opcjonalne wyposażenie obejmowało mocowanie/stojaki na wózek inwalidzki, rowery i platformę na wózek. Uporządkowaną skrzynkę instalacji elektrycznej z modelu Transliner zastąpiono szyną CAN (handlowa nazwa NEOCAN) zarządzającą instalacją elektroniczną wnętrza pojazdu i silnika, i ułatwiającą diagnostykę w razie awarii. Ogrzewanie odbywało się przez termostatyczne i ciche konwektory; w pełni elektrycznie sterowana klimatyzacja była zarządzana przez CAN i sterowana cyfrowo. Sześć miesięcy po premierze na targach IAA w maju 1999 r model wdrożono do produkcji seryjnej w zakładach w Berlinie Nowością debiutującą w gamie Eurolinera stał się model N313 SHD - najkrótszy autokar turystyczny w ofercie producenta. Model N 313 zastąpił model N 314 z gamy poprzednika, zrezygnowano z oferowania przegubowego N 321/3.  W 2001 r dokonano odświeżenia wnętrza. Od 2002 r produkcję przeniesiono do zakładów w Plauen. Wraz z odświeżeniem gamy silnikowej do normy Euro 3, modele z serii Euroliner zaczęły być sygnowane przez producenta oznaczeniem N 33xx (zewnętrzne oznaczenia modelowe pozostawały bez zmian). Jednym z większych zamówień było dostarczenie 120 egzemplarzy Euroliner N 3316 SHD do greckiego importera Neoplan, Papadakis Bros. - pojazdy miały obsługiwać Letnie Igrzyska Olimpijskie 2004. Następcami modelu zostały zaprezentowane, kolejno w 2003 r - Tourliner (segment autobusów turystycznych i kombi), i w 2004 r - Trendliner (międzymiastowe), konstrukcyjnie bliźniacze do modeli Lion's Coach i Lion's Regio koncernu MAN i produkowane w tureckich zakładach MANAS w Ankarze. W plebiscycie "Najlepsze pojazdy użytkowe 2004" zorganizowanym przez ETM Verlang, modele Euroliner U i K uplasowały się na 2 miejscu w kategorii Autobusy międzymiastowe. Po prezentacji następcy, utrzymano produkcję do 2006 r.

## Gama
| Model               | N 312 (N 3312) Ü/K | N 313 (N 3313) Ü/K/SHD | N 316 (N 3316) Ü/K/SHD | N 316/3 (N 3316/3) ÜL/KL/SHDL | N 318/3 Ü/K/SHD |  |
| ------------------- | --- | --- | --- | --- | --- |  |
| Konstrukcja         | Samonośna konstrukcja o strukturze kratowej wykonana z prostokątnych rur i profili kątowych o wysokiej odporności na korozję; Podłoga wykonana ze stali nierdzewnej; Przód wykonany z włókien kompozytowych (element zintegrowany); Tył z tworzywa sztucznego wzmacnianego włóknem szklanym, klejony | Samonośna konstrukcja o strukturze kratowej wykonana z prostokątnych rur i profili kątowych o wysokiej odporności na korozję; Podłoga wykonana ze stali nierdzewnej; Przód wykonany z włókien kompozytowych (element zintegrowany); Tył z tworzywa sztucznego wzmacnianego włóknem szklanym, klejony | Samonośna konstrukcja o strukturze kratowej wykonana z prostokątnych rur i profili kątowych o wysokiej odporności na korozję; Podłoga wykonana ze stali nierdzewnej; Przód wykonany z włókien kompozytowych (element zintegrowany); Tył z tworzywa sztucznego wzmacnianego włóknem szklanym, klejony | Samonośna konstrukcja o strukturze kratowej wykonana z prostokątnych rur i profili kątowych o wysokiej odporności na korozję; Podłoga wykonana ze stali nierdzewnej; Przód wykonany z włókien kompozytowych (element zintegrowany); Tył z tworzywa sztucznego wzmacnianego włóknem szklanym, klejony | Samonośna konstrukcja o strukturze kratowej wykonana z prostokątnych rur i profili kątowych o wysokiej odporności na korozję; Podłoga wykonana ze stali nierdzewnej; Przód wykonany z włókien kompozytowych (element zintegrowany); Tył z tworzywa sztucznego wzmacnianego włóknem szklanym, klejony |  |
| Długość             | 9 950 mm | 10 630 mm | 12 000 cm | 13 700 cm | 15 000 cm |  |
| Szerokość           | 2 500 mm | 2 500 mm | 2 500 mm | 2 500 mm | 2 500 mm |  |
| Wysokość            | 3 370/3 390 cm | 3 370 mm/3 390 mm (Ü; K) 3 690 mm (SHD) | 3 370/3 410 cm (Ü; K) 3 620/3 690 cm (SHD) | 3 370/3410 mm (ÜL) 3 300/3 410 mm (KL) 3 690 cm (SHDL) | 3 370/3 410 mm (Ü) 3 300/3 350 mm cm (K) 3 620/3 670 mm (SHD) |  |
| Rozstaw osi         | 4 750 cm (Ü; K) | 5 180 mm | 5 800 mm | 6 350 cm (I - II oś) 1 300/1 350 cm (II i III oś) | 6 860 cm (I i II oś) 1 680 cm (II i III oś) |  |
| Drzwi               | 1-2-0; 1-2-1 Przód: pojedyncze otwierane na zewnątrz; Środek: dwuskrzydłowe otwierane na zewnątrz; Tył: opcja, szerokość drzwi: 900 mm (K) 1-2-0 Przód: pojedyncze otwierane na zewnątrz, szerokość 900 mm. Środek: dwuskrzydłowe otwierane na zewnątrz, szerokość 1350 mm (Ü) | Przód: jednoskrzydłowe z zewnątrz, szerokość 900 mm; Środek: jednoskrzydłowe z zewnątrz, szerokość 800 mm; Tył: opcja, 800 mm (N 313, N 316, N 316/3, wersje SHD) Przód: jednoskrzydłowe z zewnątrz, szerokość 900 mm; Środek: jednoskrzydłowe (dwuskrzydłowe w N 313) z zewnątrz, szerokość 900 mm; Tył: opcja (N 313, N 316, N 316/3, wersje K/KL) Przód: jednoskrzydłowe (dwuskrzydłowe jako opcja w N 316, N316/3, N318/3, wersje Ü); szerokość: 1350 mm; drzwi na zewnątrz, szerokość 900 mm; Środek: dwuskrzydłowe drzwi roztwierane na zewnątrz, szerokość 1350 mm. | Przód: jednoskrzydłowe z zewnątrz, szerokość 900 mm; Środek: jednoskrzydłowe z zewnątrz, szerokość 800 mm; Tył: opcja, 800 mm (N 313, N 316, N 316/3, wersje SHD) Przód: jednoskrzydłowe z zewnątrz, szerokość 900 mm; Środek: jednoskrzydłowe (dwuskrzydłowe w N 313) z zewnątrz, szerokość 900 mm; Tył: opcja (N 313, N 316, N 316/3, wersje K/KL) Przód: jednoskrzydłowe (dwuskrzydłowe jako opcja w N 316, N316/3, N318/3, wersje Ü); szerokość: 1350 mm; drzwi na zewnątrz, szerokość 900 mm; Środek: dwuskrzydłowe drzwi roztwierane na zewnątrz, szerokość 1350 mm. | Przód: jednoskrzydłowe z zewnątrz, szerokość 900 mm; Środek: jednoskrzydłowe z zewnątrz, szerokość 800 mm; Tył: opcja, 800 mm (N 313, N 316, N 316/3, wersje SHD) Przód: jednoskrzydłowe z zewnątrz, szerokość 900 mm; Środek: jednoskrzydłowe (dwuskrzydłowe w N 313) z zewnątrz, szerokość 900 mm; Tył: opcja (N 313, N 316, N 316/3, wersje K/KL) Przód: jednoskrzydłowe (dwuskrzydłowe jako opcja w N 316, N316/3, N318/3, wersje Ü); szerokość: 1350 mm; drzwi na zewnątrz, szerokość 900 mm; Środek: dwuskrzydłowe drzwi roztwierane na zewnątrz, szerokość 1350 mm. | Przód: jednoskrzydłowe z zewnątrz, szerokość 900 mm; Środek: jednoskrzydłowe z zewnątrz, szerokość 800 mm; Tył: opcja, 800 mm (N 313, N 316, N 316/3, wersje SHD) Przód: jednoskrzydłowe z zewnątrz, szerokość 900 mm; Środek: jednoskrzydłowe (dwuskrzydłowe w N 313) z zewnątrz, szerokość 900 mm; Tył: opcja (N 313, N 316, N 316/3, wersje K/KL) Przód: jednoskrzydłowe (dwuskrzydłowe jako opcja w N 316, N316/3, N318/3, wersje Ü); szerokość: 1350 mm; drzwi na zewnątrz, szerokość 900 mm; Środek: dwuskrzydłowe drzwi roztwierane na zewnątrz, szerokość 1350 mm. |  |
| Stanowisko kierowcy | Deska rozdzielcza z optymalnie ergonomicznie rozmieszczonymi siedzeniami i pozycją deski rozdzielczej, wyświetlacz informacyjny i przełączniki oparte na technologii CAN, Automatyczny tachograf, Stanowisko kasowe (dostępne w Ü za dopłatą); Fotel kierowcy ISRI, zawieszony pneumatycznie, wyposażony w trzypunktowy pas bezpieczeństwa, zagłówek, podłokietnik po lewej stronie i dwukomorowe podparcie lędźwiowe, | Deska rozdzielcza z optymalnie ergonomicznie rozmieszczonymi siedzeniami i pozycją deski rozdzielczej, wyświetlacz informacyjny i przełączniki oparte na technologii CAN, Automatyczny tachograf, Stanowisko kasowe (dostępne w Ü za dopłatą); Fotel kierowcy ISRI, zawieszony pneumatycznie, wyposażony w trzypunktowy pas bezpieczeństwa, zagłówek, podłokietnik po lewej stronie i dwukomorowe podparcie lędźwiowe, | Deska rozdzielcza z optymalnie ergonomicznie rozmieszczonymi siedzeniami i pozycją deski rozdzielczej, wyświetlacz informacyjny i przełączniki oparte na technologii CAN, Automatyczny tachograf, Stanowisko kasowe (dostępne w Ü za dopłatą); Fotel kierowcy ISRI, zawieszony pneumatycznie, wyposażony w trzypunktowy pas bezpieczeństwa, zagłówek, podłokietnik po lewej stronie i dwukomorowe podparcie lędźwiowe, | Deska rozdzielcza z optymalnie ergonomicznie rozmieszczonymi siedzeniami i pozycją deski rozdzielczej, wyświetlacz informacyjny i przełączniki oparte na technologii CAN, Automatyczny tachograf, Stanowisko kasowe (dostępne w Ü za dopłatą); Fotel kierowcy ISRI, zawieszony pneumatycznie, wyposażony w trzypunktowy pas bezpieczeństwa, zagłówek, podłokietnik po lewej stronie i dwukomorowe podparcie lędźwiowe, | Deska rozdzielcza z optymalnie ergonomicznie rozmieszczonymi siedzeniami i pozycją deski rozdzielczej, wyświetlacz informacyjny i przełączniki oparte na technologii CAN, Automatyczny tachograf, Stanowisko kasowe (dostępne w Ü za dopłatą); Fotel kierowcy ISRI, zawieszony pneumatycznie, wyposażony w trzypunktowy pas bezpieczeństwa, zagłówek, podłokietnik po lewej stronie i dwukomorowe podparcie lędźwiowe, |  |
| Wyposażenie         | Osłony przeciwsłoneczne ORIS Szyby: jednoczęściowa, sferycznie zakrzywiona szyba przednia, zakrzywione szyby boczne z przyciemnianego szkła bezpiecznego w DSG (szary/przezroczysty) (w standardzie w K i SHD; za dopłatą w Ü), Płaska tylna szyba Hak holowniczy ORIS 50 mm typu kulka-sprzęgło do 2,8 t (dostępny w N 312 K, N 313 SHD/K, N 316 K/SHD), tempomat, radio (system radiowy w N 313 SHD, N 316 wzwyż), Blaupunkt (N 312 K, N 313 K), radio Blaupunkt (N 316/3 KL), system wideo (system wideo Blaupunkt w N 316/3 SHDL), Przygotowany telefon D-Net (za dopłatą; instalacja w N 316 SHD), Zamykany schowek (plecak w SHD) nza (nad w SHD) wejściem środkowym. Aneks kuchenny Euroliner (niedostępny w Ü), zamykany schowek nad stanowiskiem kierowcy (nad stanowiskiem kierowcy z SHD) stanowisko kierowcy, Toaleta chemiczna podpodłogowa (niedostępny w Ü), lodówka - z SHD, N 316/3 KL) desce rozdzielczej, Stelaż do montażu bagażnika na narty, Sejf samochodowy (pokładowy w SHD), Centralny zamek klap bagażowych (centralnie sterowany system blokowania pokryw bagażnika z SHD), Przestrzeń bagażowa kierowcy (w SHD); Składana platforma naprzeciwko środkowego wejścia (za dopłatą) odpowiednia do linii regularnych i roli autobusu szkolnego (ostatnie, za dopłatą) (w Ü) Siedzenie międzymiastowe „Laguna 2000” z oparciem o wysokiej wytrzymałości, opuszczanym podłokietnikiem, pokrowcem z wełny pluszowej/filcu igłowego, z 2-punktowym pasem bezpieczeństwa. Inne opcje siedzeń dostępne na życzenie. (w Ü). Siedzenia Laguna 2500, regulowane na boki i do tyłu, składany stolik, siatka bagażowa, podnóżki i dwupunktowe automatyczne pasy bezpieczeństwa, (SHD; K); Opcjonalnie dostępne inne układy siedzeń (w K); Centralny kosz na śmieci w cokole (K; SHD) | Osłony przeciwsłoneczne ORIS Szyby: jednoczęściowa, sferycznie zakrzywiona szyba przednia, zakrzywione szyby boczne z przyciemnianego szkła bezpiecznego w DSG (szary/przezroczysty) (w standardzie w K i SHD; za dopłatą w Ü), Płaska tylna szyba Hak holowniczy ORIS 50 mm typu kulka-sprzęgło do 2,8 t (dostępny w N 312 K, N 313 SHD/K, N 316 K/SHD), tempomat, radio (system radiowy w N 313 SHD, N 316 wzwyż), Blaupunkt (N 312 K, N 313 K), radio Blaupunkt (N 316/3 KL), system wideo (system wideo Blaupunkt w N 316/3 SHDL), Przygotowany telefon D-Net (za dopłatą; instalacja w N 316 SHD), Zamykany schowek (plecak w SHD) nza (nad w SHD) wejściem środkowym. Aneks kuchenny Euroliner (niedostępny w Ü), zamykany schowek nad stanowiskiem kierowcy (nad stanowiskiem kierowcy z SHD) stanowisko kierowcy, Toaleta chemiczna podpodłogowa (niedostępny w Ü), lodówka - z SHD, N 316/3 KL) desce rozdzielczej, Stelaż do montażu bagażnika na narty, Sejf samochodowy (pokładowy w SHD), Centralny zamek klap bagażowych (centralnie sterowany system blokowania pokryw bagażnika z SHD), Przestrzeń bagażowa kierowcy (w SHD); Składana platforma naprzeciwko środkowego wejścia (za dopłatą) odpowiednia do linii regularnych i roli autobusu szkolnego (ostatnie, za dopłatą) (w Ü) Siedzenie międzymiastowe „Laguna 2000” z oparciem o wysokiej wytrzymałości, opuszczanym podłokietnikiem, pokrowcem z wełny pluszowej/filcu igłowego, z 2-punktowym pasem bezpieczeństwa. Inne opcje siedzeń dostępne na życzenie. (w Ü). Siedzenia Laguna 2500, regulowane na boki i do tyłu, składany stolik, siatka bagażowa, podnóżki i dwupunktowe automatyczne pasy bezpieczeństwa, (SHD; K); Opcjonalnie dostępne inne układy siedzeń (w K); Centralny kosz na śmieci w cokole (K; SHD) | Osłony przeciwsłoneczne ORIS Szyby: jednoczęściowa, sferycznie zakrzywiona szyba przednia, zakrzywione szyby boczne z przyciemnianego szkła bezpiecznego w DSG (szary/przezroczysty) (w standardzie w K i SHD; za dopłatą w Ü), Płaska tylna szyba Hak holowniczy ORIS 50 mm typu kulka-sprzęgło do 2,8 t (dostępny w N 312 K, N 313 SHD/K, N 316 K/SHD), tempomat, radio (system radiowy w N 313 SHD, N 316 wzwyż), Blaupunkt (N 312 K, N 313 K), radio Blaupunkt (N 316/3 KL), system wideo (system wideo Blaupunkt w N 316/3 SHDL), Przygotowany telefon D-Net (za dopłatą; instalacja w N 316 SHD), Zamykany schowek (plecak w SHD) nza (nad w SHD) wejściem środkowym. Aneks kuchenny Euroliner (niedostępny w Ü), zamykany schowek nad stanowiskiem kierowcy (nad stanowiskiem kierowcy z SHD) stanowisko kierowcy, Toaleta chemiczna podpodłogowa (niedostępny w Ü), lodówka - z SHD, N 316/3 KL) desce rozdzielczej, Stelaż do montażu bagażnika na narty, Sejf samochodowy (pokładowy w SHD), Centralny zamek klap bagażowych (centralnie sterowany system blokowania pokryw bagażnika z SHD), Przestrzeń bagażowa kierowcy (w SHD); Składana platforma naprzeciwko środkowego wejścia (za dopłatą) odpowiednia do linii regularnych i roli autobusu szkolnego (ostatnie, za dopłatą) (w Ü) Siedzenie międzymiastowe „Laguna 2000” z oparciem o wysokiej wytrzymałości, opuszczanym podłokietnikiem, pokrowcem z wełny pluszowej/filcu igłowego, z 2-punktowym pasem bezpieczeństwa. Inne opcje siedzeń dostępne na życzenie. (w Ü). Siedzenia Laguna 2500, regulowane na boki i do tyłu, składany stolik, siatka bagażowa, podnóżki i dwupunktowe automatyczne pasy bezpieczeństwa, (SHD; K); Opcjonalnie dostępne inne układy siedzeń (w K); Centralny kosz na śmieci w cokole (K; SHD) | Osłony przeciwsłoneczne ORIS Szyby: jednoczęściowa, sferycznie zakrzywiona szyba przednia, zakrzywione szyby boczne z przyciemnianego szkła bezpiecznego w DSG (szary/przezroczysty) (w standardzie w K i SHD; za dopłatą w Ü), Płaska tylna szyba Hak holowniczy ORIS 50 mm typu kulka-sprzęgło do 2,8 t (dostępny w N 312 K, N 313 SHD/K, N 316 K/SHD), tempomat, radio (system radiowy w N 313 SHD, N 316 wzwyż), Blaupunkt (N 312 K, N 313 K), radio Blaupunkt (N 316/3 KL), system wideo (system wideo Blaupunkt w N 316/3 SHDL), Przygotowany telefon D-Net (za dopłatą; instalacja w N 316 SHD), Zamykany schowek (plecak w SHD) nza (nad w SHD) wejściem środkowym. Aneks kuchenny Euroliner (niedostępny w Ü), zamykany schowek nad stanowiskiem kierowcy (nad stanowiskiem kierowcy z SHD) stanowisko kierowcy, Toaleta chemiczna podpodłogowa (niedostępny w Ü), lodówka - z SHD, N 316/3 KL) desce rozdzielczej, Stelaż do montażu bagażnika na narty, Sejf samochodowy (pokładowy w SHD), Centralny zamek klap bagażowych (centralnie sterowany system blokowania pokryw bagażnika z SHD), Przestrzeń bagażowa kierowcy (w SHD); Składana platforma naprzeciwko środkowego wejścia (za dopłatą) odpowiednia do linii regularnych i roli autobusu szkolnego (ostatnie, za dopłatą) (w Ü) Siedzenie międzymiastowe „Laguna 2000” z oparciem o wysokiej wytrzymałości, opuszczanym podłokietnikiem, pokrowcem z wełny pluszowej/filcu igłowego, z 2-punktowym pasem bezpieczeństwa. Inne opcje siedzeń dostępne na życzenie. (w Ü). Siedzenia Laguna 2500, regulowane na boki i do tyłu, składany stolik, siatka bagażowa, podnóżki i dwupunktowe automatyczne pasy bezpieczeństwa, (SHD; K); Opcjonalnie dostępne inne układy siedzeń (w K); Centralny kosz na śmieci w cokole (K; SHD) | Osłony przeciwsłoneczne ORIS Szyby: jednoczęściowa, sferycznie zakrzywiona szyba przednia, zakrzywione szyby boczne z przyciemnianego szkła bezpiecznego w DSG (szary/przezroczysty) (w standardzie w K i SHD; za dopłatą w Ü), Płaska tylna szyba Hak holowniczy ORIS 50 mm typu kulka-sprzęgło do 2,8 t (dostępny w N 312 K, N 313 SHD/K, N 316 K/SHD), tempomat, radio (system radiowy w N 313 SHD, N 316 wzwyż), Blaupunkt (N 312 K, N 313 K), radio Blaupunkt (N 316/3 KL), system wideo (system wideo Blaupunkt w N 316/3 SHDL), Przygotowany telefon D-Net (za dopłatą; instalacja w N 316 SHD), Zamykany schowek (plecak w SHD) nza (nad w SHD) wejściem środkowym. Aneks kuchenny Euroliner (niedostępny w Ü), zamykany schowek nad stanowiskiem kierowcy (nad stanowiskiem kierowcy z SHD) stanowisko kierowcy, Toaleta chemiczna podpodłogowa (niedostępny w Ü), lodówka - z SHD, N 316/3 KL) desce rozdzielczej, Stelaż do montażu bagażnika na narty, Sejf samochodowy (pokładowy w SHD), Centralny zamek klap bagażowych (centralnie sterowany system blokowania pokryw bagażnika z SHD), Przestrzeń bagażowa kierowcy (w SHD); Składana platforma naprzeciwko środkowego wejścia (za dopłatą) odpowiednia do linii regularnych i roli autobusu szkolnego (ostatnie, za dopłatą) (w Ü) Siedzenie międzymiastowe „Laguna 2000” z oparciem o wysokiej wytrzymałości, opuszczanym podłokietnikiem, pokrowcem z wełny pluszowej/filcu igłowego, z 2-punktowym pasem bezpieczeństwa. Inne opcje siedzeń dostępne na życzenie. (w Ü). Siedzenia Laguna 2500, regulowane na boki i do tyłu, składany stolik, siatka bagażowa, podnóżki i dwupunktowe automatyczne pasy bezpieczeństwa, (SHD; K); Opcjonalnie dostępne inne układy siedzeń (w K); Centralny kosz na śmieci w cokole (K; SHD) |  |
| Wentylacja          | Dwa uchylne szyberdachy, Uchylne szyby w zależności od systemu klimatyzacji (brak w N 316/3 SHDL), Wywietrzniki dachowe w zależności od klimatyzacji | Dwa uchylne szyberdachy, Uchylne szyby w zależności od systemu klimatyzacji (brak w N 316/3 SHDL), Wywietrzniki dachowe w zależności od klimatyzacji | Dwa uchylne szyberdachy, Uchylne szyby w zależności od systemu klimatyzacji (brak w N 316/3 SHDL), Wywietrzniki dachowe w zależności od klimatyzacji | Dwa uchylne szyberdachy, Uchylne szyby w zależności od systemu klimatyzacji (brak w N 316/3 SHDL), Wywietrzniki dachowe w zależności od klimatyzacji | Dwa uchylne szyberdachy, Uchylne szyby w zależności od systemu klimatyzacji (brak w N 316/3 SHDL), Wywietrzniki dachowe w zależności od klimatyzacji |  |
| Liczba miejsc       | 41 + 2 +1 (** GBK) 37 + 1 (*** GBK) (Ü) 41 + 2 + 1 (** GBK) 37 + 2 + 1 (*** GBK) 32 + 2 + 1 (**** GBK) (K) | 49 + 1, 45 + 1 45 + 2 + 1 (** GBK) 41 + 2 + 1 (*** GBK)(Ü) 47 + 2 + 1; 45 + 2 + 1; 40 + 2 + 1 | 53 + 2 + 1 (** GBK) 49 + 2 + 1 (*** GBK) (Ü) 53 + 2 + 1 (** GBK) 49 + 2 + 1 (*** GBK) 44 + 2 + 1 (**** GBK)(K) 49 + 2 + 1 (*** GBK) 44 + 2 + 1 (**** GBK); 40 + 2 + 1 (***** GBK)(SHD) | 61, 57 (ÜL) 61 + 2 + 1 (** GBK); 57 + 2 + 1 (*** GBK); 52 + 2 + 1 (**** GBK)(KL; UL) 57 + 2 + 1 (** GBK) 52 + 2 + 1 (*** GBK) 48 + 2 + 1 (**** GBK) (SHDL) | 69 + 2 +1 (** GBK) 63 + 2 +1 (*** GBK) (Ü) 69 + 2+ 1 (** GBK) 65 + 2+ 1 (*** GBK) 56 + 2+ 1 (**** GBK) (K); 65 + 2 + 1 (** GBK) 56 + 2 + 1 (*** GBK) 52 + 2 + 1(**** GBK) (SHD) |  |
| Silniki             | Mercedes-Benz OM 441 LA 290/340 KM Mercedes-Benz OM 501 LA Euro 3 | Mercedes Benz OM 501 LA (Ü; K) Mercedes-Benz OM 504 LA (SHD) | Mercedes-Benz OM 441 LA Mercedes-Benz OM 442 LA MAN D 2876 MAN D 2866 LUH 30 (K; Ü) MAN D 2866 LUH 25 (K) Mercedes-Benz OM 501 LA (Ü) | Mercedes-Benz OM 441 LA Mercedes-Benz OM 442 LA MAN D 2876 MAN D 2866 LUH 30 MAN D 2866 LUH 25 | Mercedes-Benz OM 441 LA Mercedes-Benz OM 442 LA (K; SHD) MAN D 2866 LOH (K; SHD) MAN D 2876 LUH MAN D 2866 LUH 30 (Ü) |  |
| Skrzynia biegów     | ZF 6S-1600 (Ü; K) ZF 5HP 602 C (K) | ZF 6S-1600 ZF 8S-180 (SHD) ZF 5HP 602 C (Ü) | ZF 8S 180 (LUH 30; OM 501 LA) (K; Ü) ZF 6S 1600 ZF AS-Tronic (za dopłatą; tylko w połączeniu z silnikami MAN 350/400 KM) ZF 5HP 602 (LUH 25) ZF 12 AS 2300 B (K; Ü) | ZF 6S-1600 ZF 8S 180 ZF AS-Tronic (za dopłatą; tylko w połączeniu z silnikami MAN 350/400 KM) ZF 5 HP 602C (LUH 25) (ÜL; KL) ZF 8S 180 (LUH 30) (KL) ZF 12 AS 2300 B (ÜL; KL) ZF 6S 180 (LUH 30) (ÜL) | ZF 6S-1600 ZF 8S 180 ZF AS-Tronic (za dopłatą; tylko w połączeniu z silnikami MAN 350/400 KM) ZF 12AS 2300 B (Ü) |  |
| Klimatyzacja        | W pełni elektroniczna klimatyzacja sterowana za pomocą magistrali CAN z cyfrową centralą klimatyzacji KR 485 (KR486 niedostępny w N 318), System zintegrowany z dachem pojazdu (tylny system w N 312, N 313, N 316, N 316/3 Ü; środkowy w N 318 Ü) dostępny w wersji z ogrzewaniem/wentylacją lub w wersji z ogrzewaniem/wentylacją/klimatyzacją z filtrem przeciwpyłkowym świeżego powietrza i powietrza recyrkulacyjnego (do wyboru w K i Ü; to drugie dostępne jako standardowe wyposażenie SHD); Nawiew powietrza za pomocą wentylatora o płynnej regulacji w kanale dachowym; Wylot powietrza z wymuszonej wentylacji i indywidualnych dysz (dostępnych na życzenie w N 312, N 313, N 316 i N 316/3 Ü za dopłatą) na całej długości pojazdu; Ogrzewanie przestrzeni na nogi za pomocą cichych, termostatycznie sterowanych konwektorów Thermal TKV 800, dodatkowy grzejnik Webasto Thermo 300 (30 kW) na kompaktowej stacji wodnej, która działa niezależnie od silnika, Dodatkowe ogrzewanie przy przednim (płatna opcja w K i SHD) i środkowym wejściu (płatna opcja); Przedni box z wentylatorem bezstopniowym (klimatyzowany jako płatna opcja; standard w N 316/3 KL, N 316/3 SHD) z filtrem przeciwpyłkowym i z węglem aktywnym, z funkcją usuwania smogu i odmrażania | W pełni elektroniczna klimatyzacja sterowana za pomocą magistrali CAN z cyfrową centralą klimatyzacji KR 485 (KR486 niedostępny w N 318), System zintegrowany z dachem pojazdu (tylny system w N 312, N 313, N 316, N 316/3 Ü; środkowy w N 318 Ü) dostępny w wersji z ogrzewaniem/wentylacją lub w wersji z ogrzewaniem/wentylacją/klimatyzacją z filtrem przeciwpyłkowym świeżego powietrza i powietrza recyrkulacyjnego (do wyboru w K i Ü; to drugie dostępne jako standardowe wyposażenie SHD); Nawiew powietrza za pomocą wentylatora o płynnej regulacji w kanale dachowym; Wylot powietrza z wymuszonej wentylacji i indywidualnych dysz (dostępnych na życzenie w N 312, N 313, N 316 i N 316/3 Ü za dopłatą) na całej długości pojazdu; Ogrzewanie przestrzeni na nogi za pomocą cichych, termostatycznie sterowanych konwektorów Thermal TKV 800, dodatkowy grzejnik Webasto Thermo 300 (30 kW) na kompaktowej stacji wodnej, która działa niezależnie od silnika, Dodatkowe ogrzewanie przy przednim (płatna opcja w K i SHD) i środkowym wejściu (płatna opcja); Przedni box z wentylatorem bezstopniowym (klimatyzowany jako płatna opcja; standard w N 316/3 KL, N 316/3 SHD) z filtrem przeciwpyłkowym i z węglem aktywnym, z funkcją usuwania smogu i odmrażania | W pełni elektroniczna klimatyzacja sterowana za pomocą magistrali CAN z cyfrową centralą klimatyzacji KR 485 (KR486 niedostępny w N 318), System zintegrowany z dachem pojazdu (tylny system w N 312, N 313, N 316, N 316/3 Ü; środkowy w N 318 Ü) dostępny w wersji z ogrzewaniem/wentylacją lub w wersji z ogrzewaniem/wentylacją/klimatyzacją z filtrem przeciwpyłkowym świeżego powietrza i powietrza recyrkulacyjnego (do wyboru w K i Ü; to drugie dostępne jako standardowe wyposażenie SHD); Nawiew powietrza za pomocą wentylatora o płynnej regulacji w kanale dachowym; Wylot powietrza z wymuszonej wentylacji i indywidualnych dysz (dostępnych na życzenie w N 312, N 313, N 316 i N 316/3 Ü za dopłatą) na całej długości pojazdu; Ogrzewanie przestrzeni na nogi za pomocą cichych, termostatycznie sterowanych konwektorów Thermal TKV 800, dodatkowy grzejnik Webasto Thermo 300 (30 kW) na kompaktowej stacji wodnej, która działa niezależnie od silnika, Dodatkowe ogrzewanie przy przednim (płatna opcja w K i SHD) i środkowym wejściu (płatna opcja); Przedni box z wentylatorem bezstopniowym (klimatyzowany jako płatna opcja; standard w N 316/3 KL, N 316/3 SHD) z filtrem przeciwpyłkowym i z węglem aktywnym, z funkcją usuwania smogu i odmrażania | W pełni elektroniczna klimatyzacja sterowana za pomocą magistrali CAN z cyfrową centralą klimatyzacji KR 485 (KR486 niedostępny w N 318), System zintegrowany z dachem pojazdu (tylny system w N 312, N 313, N 316, N 316/3 Ü; środkowy w N 318 Ü) dostępny w wersji z ogrzewaniem/wentylacją lub w wersji z ogrzewaniem/wentylacją/klimatyzacją z filtrem przeciwpyłkowym świeżego powietrza i powietrza recyrkulacyjnego (do wyboru w K i Ü; to drugie dostępne jako standardowe wyposażenie SHD); Nawiew powietrza za pomocą wentylatora o płynnej regulacji w kanale dachowym; Wylot powietrza z wymuszonej wentylacji i indywidualnych dysz (dostępnych na życzenie w N 312, N 313, N 316 i N 316/3 Ü za dopłatą) na całej długości pojazdu; Ogrzewanie przestrzeni na nogi za pomocą cichych, termostatycznie sterowanych konwektorów Thermal TKV 800, dodatkowy grzejnik Webasto Thermo 300 (30 kW) na kompaktowej stacji wodnej, która działa niezależnie od silnika, Dodatkowe ogrzewanie przy przednim (płatna opcja w K i SHD) i środkowym wejściu (płatna opcja); Przedni box z wentylatorem bezstopniowym (klimatyzowany jako płatna opcja; standard w N 316/3 KL, N 316/3 SHD) z filtrem przeciwpyłkowym i z węglem aktywnym, z funkcją usuwania smogu i odmrażania | W pełni elektroniczna klimatyzacja sterowana za pomocą magistrali CAN z cyfrową centralą klimatyzacji KR 485 (KR486 niedostępny w N 318), System zintegrowany z dachem pojazdu (tylny system w N 312, N 313, N 316, N 316/3 Ü; środkowy w N 318 Ü) dostępny w wersji z ogrzewaniem/wentylacją lub w wersji z ogrzewaniem/wentylacją/klimatyzacją z filtrem przeciwpyłkowym świeżego powietrza i powietrza recyrkulacyjnego (do wyboru w K i Ü; to drugie dostępne jako standardowe wyposażenie SHD); Nawiew powietrza za pomocą wentylatora o płynnej regulacji w kanale dachowym; Wylot powietrza z wymuszonej wentylacji i indywidualnych dysz (dostępnych na życzenie w N 312, N 313, N 316 i N 316/3 Ü za dopłatą) na całej długości pojazdu; Ogrzewanie przestrzeni na nogi za pomocą cichych, termostatycznie sterowanych konwektorów Thermal TKV 800, dodatkowy grzejnik Webasto Thermo 300 (30 kW) na kompaktowej stacji wodnej, która działa niezależnie od silnika, Dodatkowe ogrzewanie przy przednim (płatna opcja w K i SHD) i środkowym wejściu (płatna opcja); Przedni box z wentylatorem bezstopniowym (klimatyzowany jako płatna opcja; standard w N 316/3 KL, N 316/3 SHD) z filtrem przeciwpyłkowym i z węglem aktywnym, z funkcją usuwania smogu i odmrażania |  |
| Zawieszenie         | Pojedyncze zawieszenie kół na osiach przedniej i wleczonej; Rama pomocnicza Neoplan na tylnej osi; | Pojedyncze zawieszenie kół na osiach przedniej i wleczonej; Rama pomocnicza Neoplan na tylnej osi; | Pojedyncze zawieszenie kół na osiach przedniej i wleczonej; Rama pomocnicza Neoplan na tylnej osi; | Pojedyncze zawieszenie kół na osiach przedniej i wleczonej; Rama pomocnicza Neoplan na tylnej osi; | Pojedyncze zawieszenie kół na osiach przedniej i wleczonej; Rama pomocnicza Neoplan na tylnej osi; |  |
| Hamulce             | Dwuobwodowy układ ze sprężonym powietrzem z ABS (zgodny z magistralą CAN/osuszaczem powietrza ASR/centralnymi przyłączami testowymi; alternatywnie hamulce pomocnicze ZF, Voith, Telma (od N 316 dostępne zależnie od możliwości montażu) | Dwuobwodowy układ ze sprężonym powietrzem z ABS (zgodny z magistralą CAN/osuszaczem powietrza ASR/centralnymi przyłączami testowymi; alternatywnie hamulce pomocnicze ZF, Voith, Telma (od N 316 dostępne zależnie od możliwości montażu) | Dwuobwodowy układ ze sprężonym powietrzem z ABS (zgodny z magistralą CAN/osuszaczem powietrza ASR/centralnymi przyłączami testowymi; alternatywnie hamulce pomocnicze ZF, Voith, Telma (od N 316 dostępne zależnie od możliwości montażu) | Dwuobwodowy układ ze sprężonym powietrzem z ABS (zgodny z magistralą CAN/osuszaczem powietrza ASR/centralnymi przyłączami testowymi; alternatywnie hamulce pomocnicze ZF, Voith, Telma (od N 316 dostępne zależnie od możliwości montażu) | Dwuobwodowy układ ze sprężonym powietrzem z ABS (zgodny z magistralą CAN/osuszaczem powietrza ASR/centralnymi przyłączami testowymi; alternatywnie hamulce pomocnicze ZF, Voith, Telma (od N 316 dostępne zależnie od możliwości montażu) |  |
| Układ kierowniczy   | Hydrauliczny, ZF Servokom typu 8098 z pneumatyczną regulacją wysokości i nachylenia kolumny kierowniczej. | Hydrauliczny, ZF Servokom typu 8098 z pneumatyczną regulacją wysokości i nachylenia kolumny kierowniczej. | Hydrauliczny, ZF Servokom typu 8098 z pneumatyczną regulacją wysokości i nachylenia kolumny kierowniczej. | Hydrauliczny, ZF Servokom typu 8098 z pneumatyczną regulacją wysokości i nachylenia kolumny kierowniczej. | Hydrauliczny, ZF Servokom typu 8098 z pneumatyczną regulacją wysokości i nachylenia kolumny kierowniczej. |  |
| Osie                | Przód: Oś Neoplan z pneumatycznymi hamulcami tarczowymi; Tył: wleczona, samosterująca się z możliwością zablokowania; Opony: 295/80 R 22.5 | Przód: Oś Neoplan z pneumatycznymi hamulcami tarczowymi; Tył: wleczona, samosterująca się z możliwością zablokowania; Opony: 295/80 R 22.5 | Przód: Oś Neoplan z pneumatycznymi hamulcami tarczowymi; Tył: wleczona, samosterująca się z możliwością zablokowania; Opony: 295/80 R 22.5 | Przód: Oś Neoplan z pneumatycznymi hamulcami tarczowymi; Tył: wleczona, samosterująca się z możliwością zablokowania; Opony: 295/80 R 22.5 | Przód: Oś Neoplan z pneumatycznymi hamulcami tarczowymi; Tył: wleczona, samosterująca się z możliwością zablokowania; Opony: 295/80 R 22.5 |  |
| Zbiornik paliwa     | 335 l | 335 l (Ü; K) 400 l (SHD) | 445 l (Ü; K) | 445 l (KL; ÜL) | 445 l (ÜL) |  |
| Bagażnik            | 4 m³ (Ü) 5 m³ (K) | 4,5 m³ (Ü) 5,5 m³ (K) 10 m3 (SHD) | 5,8 m³ (Ü) 7,8 m³ (K) 11,3 m³ (SHD) | 7 m³ (ÜL) 8,5 m³ (KL) 13 m³ (SHDL) | 8,5 m³ (Ü) 9,5 m³ (K) 14 m³ (SHD) |  |
| Elektryka           | Napięcie: 24 V Alternator: 2x140 A, NEO-CAN 2000, Magistrala CAN Akumulator: 2 x 200 A | Napięcie: 24 V Alternator: 2x140 A, NEO-CAN 2000, Magistrala CAN Akumulator: 2 x 200 A | Napięcie: 24 V Alternator: 2x140 A, NEO-CAN 2000, Magistrala CAN Akumulator: 2 x 200 A | Napięcie: 24 V Alternator: 2x140 A, NEO-CAN 2000, Magistrala CAN Akumulator: 2 x 200 A | Napięcie: 24 V Alternator: 2x140 A, NEO-CAN 2000, Magistrala CAN Akumulator: 2 x 200 A |  |
| DMC                 | 17 000 kg | 18 000 kg | 18 000 kg | 23 000 kg (SHDL) 25 100 kg (ÜL; KL) | 25 100 kg |  |

Przykładowe wyposażenie standardowe modelu N312 K obejmowało podwójne szyby, tempomat, radio, schowek przy wejściu środkowym, zamykany schowek nad kierowcą, sejf.
Opcjonalnie: hak holowniczy, telefon wewnętrzny, kuchenka, toaleta, lodówka w desce rozdzielczej, dodatkowy bagażnik (tzw. plecak), centralny zamek klap bagażnika, fotele pasażerskie ze stoliczkami, siatki na czasopisma i drobiazgi, podnóżki i pasy bezpieczeństwa przy fotelach, fotele odchylane i rozsuwane, kosz na śmieci 

## Galeria

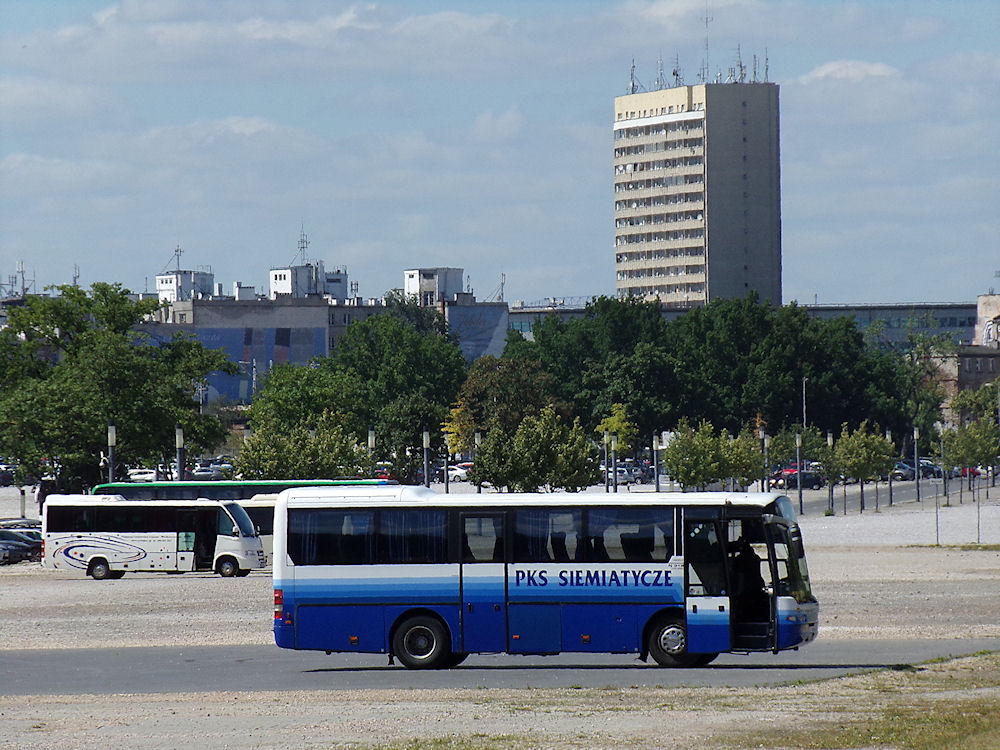
N 312 K
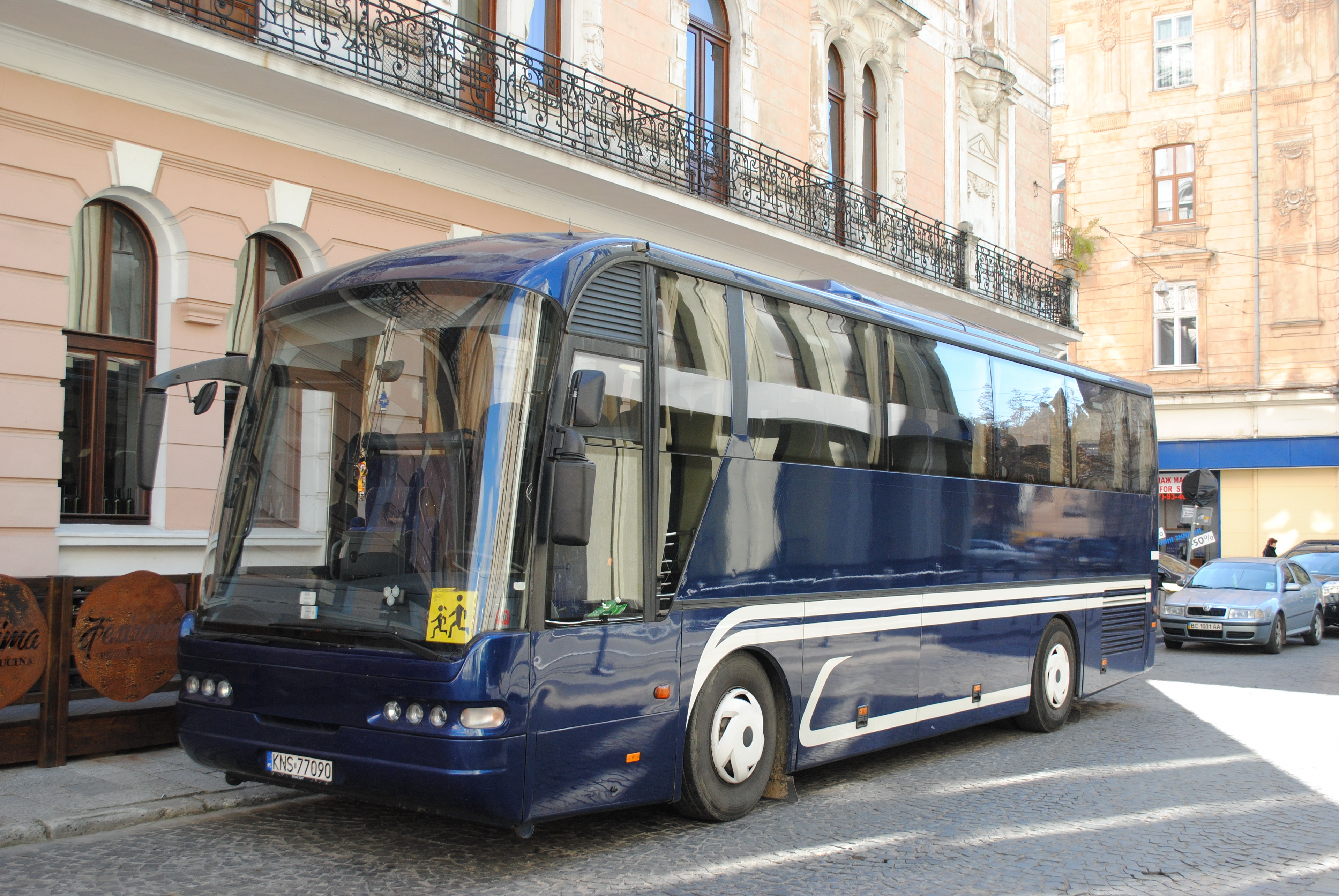
N 313 SHD
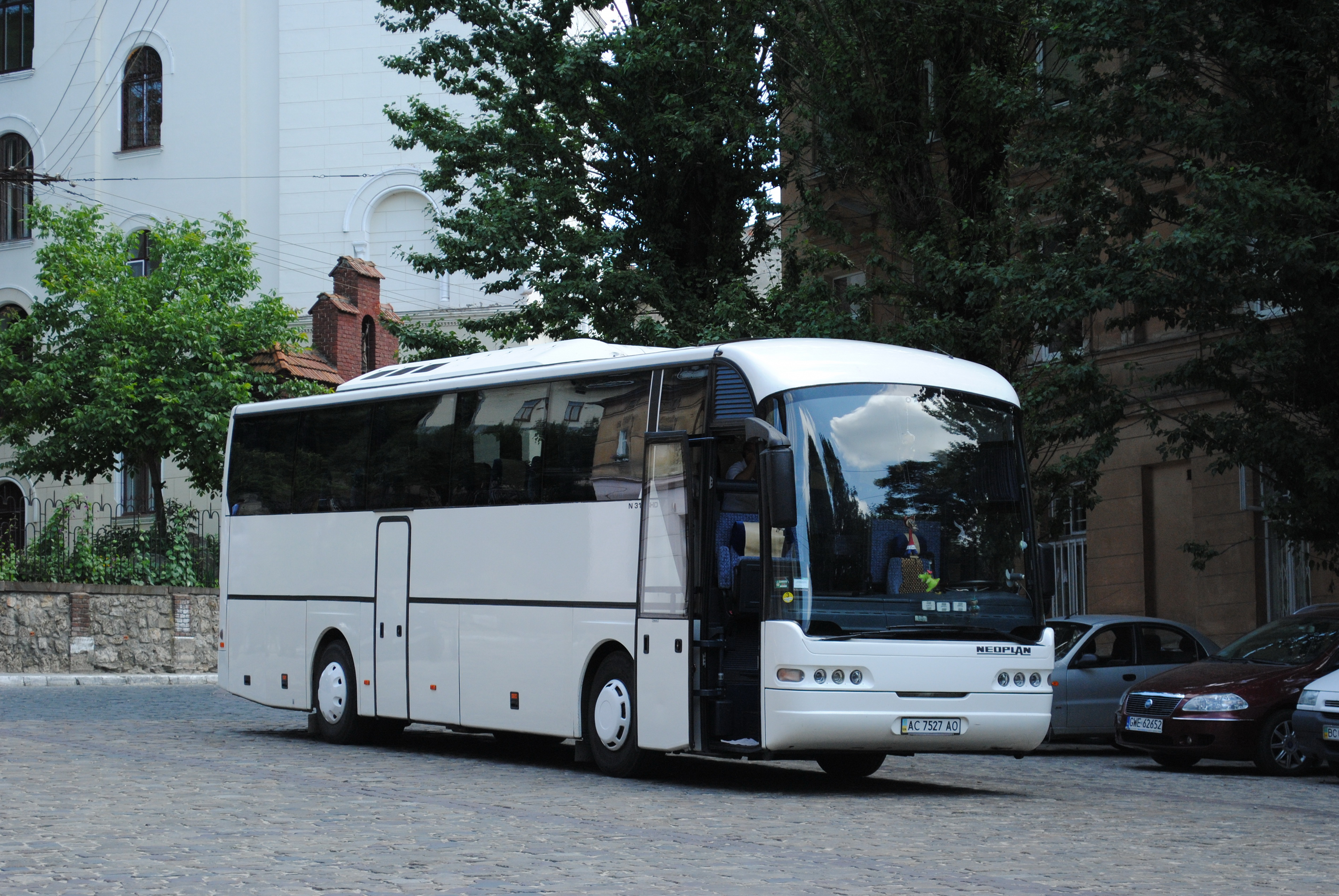
N 316 SHD
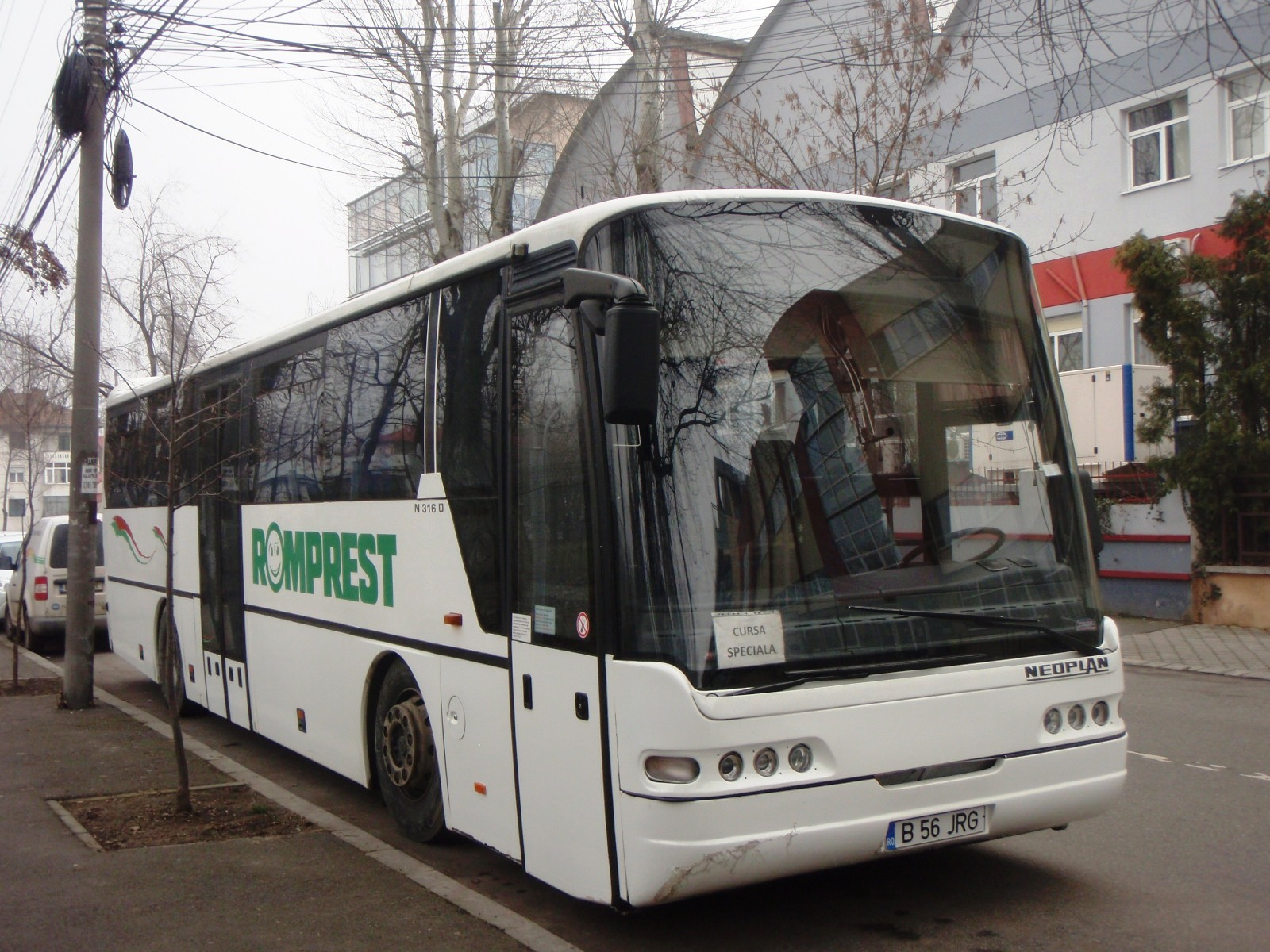
N 316 Ü
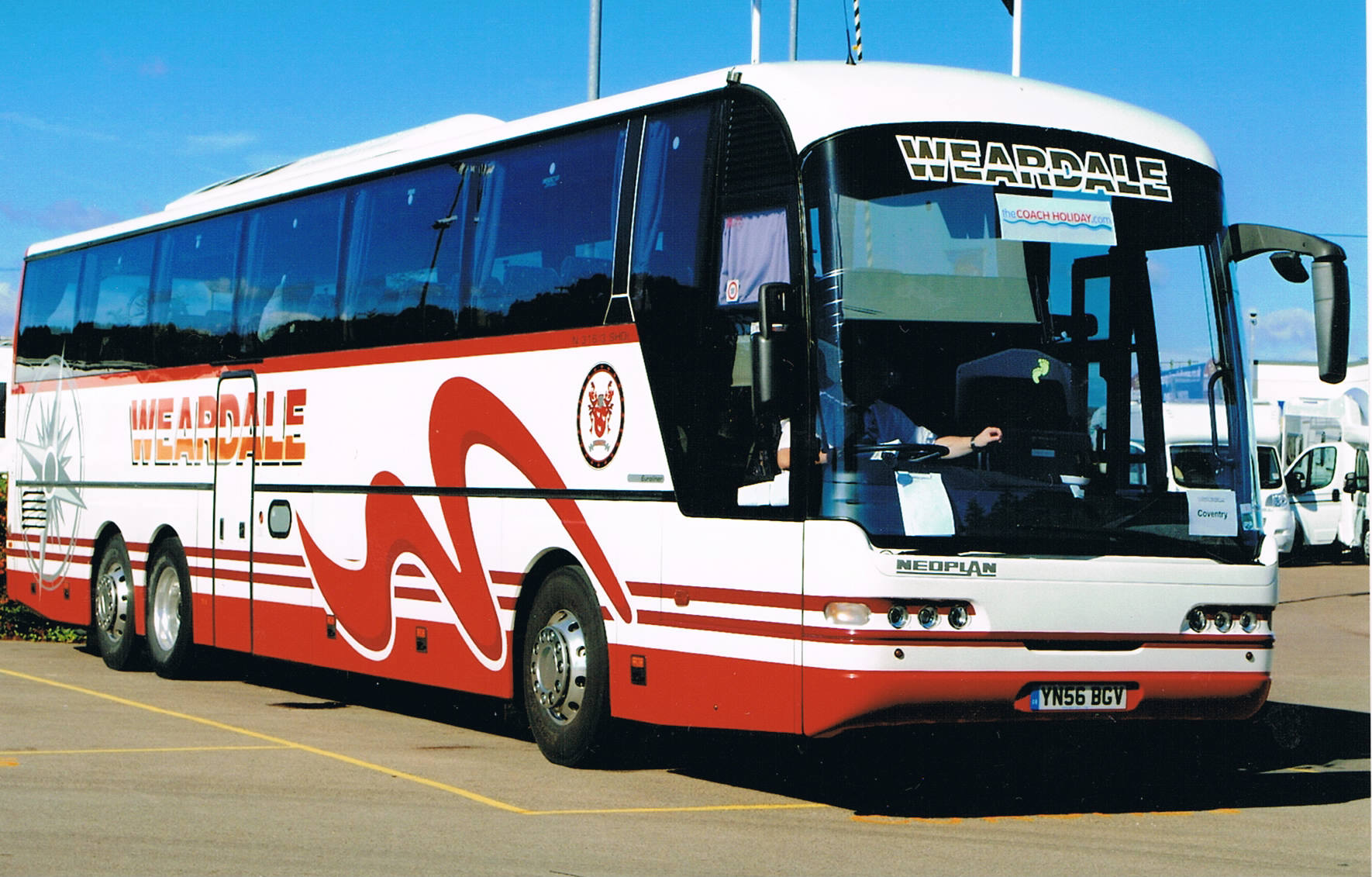
N 318 SHD